# Costanza Di Camillo
Costanza Di Camillo (Roma, 23 gennaio 1995) è una nuotatrice artistica italiana.

## Carriera
Figlia di una ex nuotatrice, Costanza Di Camillo ha iniziato a nuotare all'età di tre anni appassionandosi successivamente anche alla danza classica. Decide di conciliare la passione per le due diverse discipline iniziando a praticare all'età di nove anni il nuoto sincronizzato. Terminato il liceo decide di trasferirsi a Savona per militare nella Rari Nantes, venendo allenata da Anastasija Ermakova.
Nel 2013 ha disputato gli Europei giovanili di Poznań, in Polonia, piazzandosi con la nazionale italiana juniores al quarto posto nel libero combinato. Agli Europei di Londra 2016 ha fatto parte della squadra italiana come atleta di riserva, vincendo la medaglia d'argento nel programma libero e il bronzo nel libero combinato. In occasione dei campionati di Budapest 2017 ha partecipato pure ai suoi primi Mondiali, contribuendo al quarto posto ottenuto nel libero combinato.
Entrata a far parte delle titolari della Nazionale, Costanza Di Camillo vince complessivamente tre medaglie agli Europei di Glasgow 2018, consistenti in un argento nel libero combinato e due bronzi nei programmi tecnico e libero della gara a squadre. Ha fatto parte della squadra italiana che ai Mondiali di Gwangju 2019 ha conquistato la prima storica medaglia iridata a squadre classificandosi seconda nell'highlight, routine di nuova introduzione nei campionati, dietro l'Ucraina e davanti alla Spagna.

## Palmarès
- Mondiali

Gwangju 2019: argento nell'highlight.
- Europei

Londra 2016: argento nella gara a squadre (programma libero), bronzo nel libero combinato.
Glasgow 2018: argento nel libero combinato, bronzo nella gara a squadre (programma tecnico e libero).
Roma 2022: argento nel libero combinato, nell'highlight, nella gara a squadre (programma tecnico e libero).